# ذا اكسايترز
ذا اكسايترز (بالإنجليزية: The Exciters)‏ هي فرقة موسيقية أمريكية تشكلت في عام 1961، واشتهرت خلال حقبة الستينات. كانت فرقة فتيات قبل أن ينضم إليها رجل أخيراً. وتألفت الفرقة من المغنية بريندا ريد وزوجها عشب روني، وكارولين جونسون وليليان ووكر.

## وصلات خارجية
- ذا اكسايترز على موقع IMDb (الإنجليزية)
- ذا اكسايترز على موقع ميوزك برينز (الإنجليزية)
- ذا اكسايترز على موقع أول ميوزيك (الإنجليزية)
- ذا اكسايترز على موقع ديسكوغز (الإنجليزية)

- الموقع الرسمي